# 유기금속화학
유기금속화학(有機金屬化學)은 금속과 탄소의 화학 결합을 포함하는 화합물인 유기금속화합물을 연구하는 학문이다. 유기 금속화합물의 정의는 무기화학과 유기화학이 융합된 영역이다. 또한 비슷한 말인 합성유기금속(Organic metal)은 폴리아세틸렌 등 금속을 포함하지 않으나 전기전도성을 보이는 순수한 유기화합물을 표현하는 말로 유기금속화학의 범주 밖이다.
유기금속화합물은 ‘유기팔라듐화합물’처럼 앞에 ‘유기-’를 붙이는 식으로 불린다. 전형적인 유기금속화합물은 클로로(에톡시카보닐메틸)아연 (ClZnCH2C(=O)OEt) 같은 유기아연화합물, 디메틸구리리튬 (Li[CuMe2]) 과 같은 유기구리화합물, 그리냐드 시약, 아이오딘화메틸마그네슘 (MeMgI) 이나 디메틸마그네슘(Et2Mg) 과 같은 유기 마그네슘 화합물, n-뷰틸리튬과 같은 유기리튬 화합물 등이 있다.
중요한 유기금속화합물로서 금속카보닐, 페로센 등의 메탈로센을 꼽을 수 있다. 유기금속화학에는 규산, 비산, 붕산 등의 반금속의 화합물도 포함된다. 예를 들면 유기붕소화합물인 트라이에틸보레인 (Et3B) 등이 여기에 속한다. 또한 지글러-나타 촉매로 사용되는 알루미늄과 같은 비금속도 포함된다.
유기금속화합물은 석유화학 제품의 제조나 유기중합체의 제조 등에 촉매로서 종종 쓰인다.
18 전자 규칙과 이소로벌 법칙은 유기금속화합물의 결합과 반응성을 이해하기 위해 중요한 이론이다.
전형원소(Li,Mg,Al,Zn)의 유기금속화합물은 일반적으로 전기음성도가 낮은 금속과 상대적으로 전기음성도가 높은 탄소의 결합이 이온결합적인 성질을 띄기 때문에, 극성반응에 있어서 높은 반응성을 보인다.

## 같이 보기
- 킬레이트